# Der Waldläufer
Der Waldläufer von Karl May ist eine Bearbeitung des 1850 erschienenen Romans Le Coureur des Bois des französischen Reiseschriftstellers Gabriel Ferry. May verwendete für diesen Roman eine Übersetzung aus dem Französischen von Gustav Füllner. Heute ist es der gleichnamige Band 70 der Gesammelten Werke im Karl-May-Verlag.

## Entstehungsgeschichte

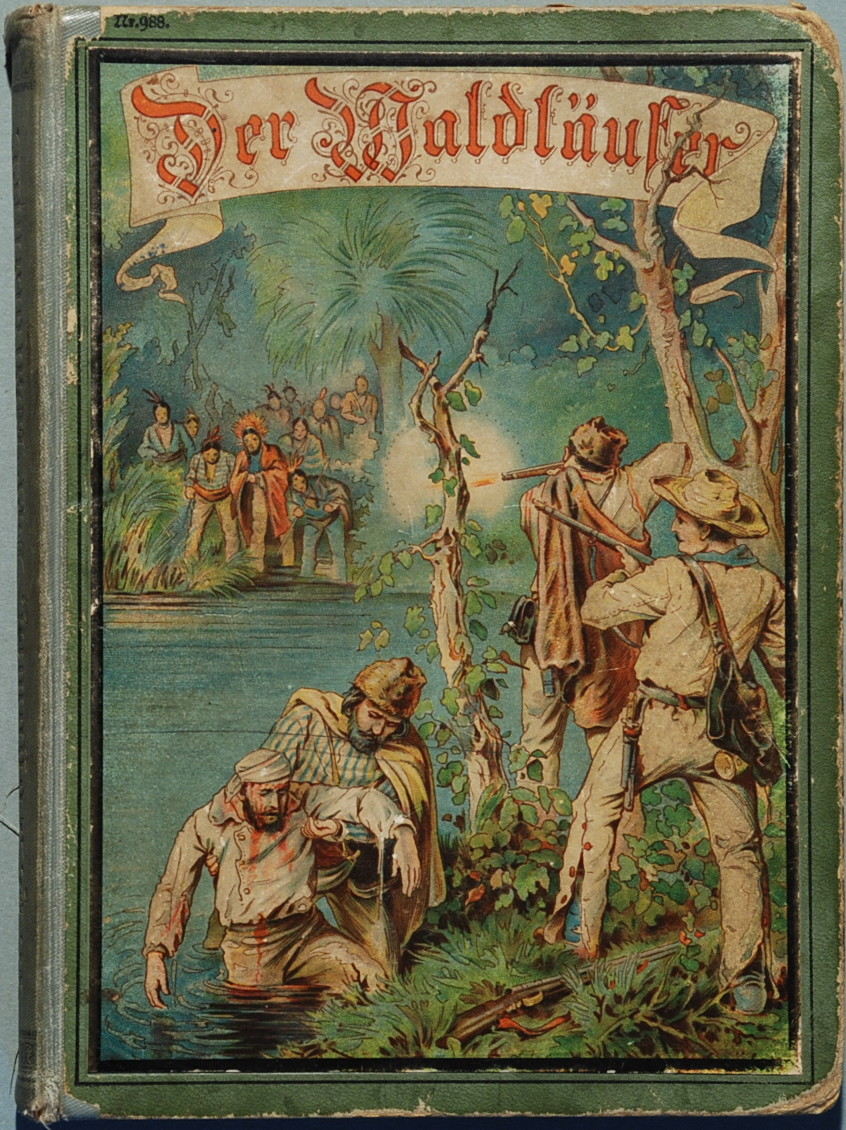
Frühe deutsche Übersetzung von A. H. Fogowitz, ca. 1857

Der Originaltitel bei Ferry lautet Le Coureur des Bois und war sein bekanntestes Werk. Schon vor Karl May gab es einige Bearbeitungen des Waldläufers, doch die Version von 1879 war wesentlich von eigenen Ideen Mays geprägt. Er gab nicht nur manchen Figuren neue Namen, sondern änderte auch die Schwerpunkte und viele Erzähldetails. Diese Fassung erlebte nur eine Auflage, die nächsten Ausgaben wurden immer mehr gekürzt, auch der Name Mays als Bearbeiter fiel schließlich weg. Erst die Ausgabe 1959 des Karl-May-Verlags (damals noch Ustad-Verlag) führte das Werk zur ursprünglichen Bearbeitung zurück.
Bis zu seiner Bearbeitung von Ferrys Roman hatte Karl May erst eine Wildwest-Erzählung, 1875 Inn-nu-woh, der Indianerhäuptling und zwei Wildwest-Romane geschrieben, nämlich 1875 Old Firehand (heute im gleichnamigen Band 71 der Gesammelten Werke, ebenso Inn-nu-woh) und 1877/78 Auf der See gefangen (heute im gleichnamigen Band 80). Waren Inn-nu-woh und Winnetou in den Werken von 1875 noch ältere, rauere „Wilde“ und spielte die Handlung noch im „klassischen“ Indianergebiet der Prärien, so wandte er sich unter Ferrys Einfluss der „Apacheria“ zu, wo er künftig seine Helden ihre Abenteuer erleben ließ. Viele Einzelheiten seiner späteren Romane sind auf Ferrys Waldläufer zurückzuführen, so wird aus dem Komanchen Rayon Brûlant, den May Falkenauge tauft, der Häuptling der Apachen Winnetou, El Mestizo oder Sang-mêlé ist das Vorbild für das Halbblut Ik Senanda in Der schwarze Mustang, der Waldläufer Bois-rosé selbst wird der edle Old Firehand der Winnetou-Trilogie. Sogar die Silberbüchse hat im mit Messingnägeln beschlagenen Gewehr El Mestizos ihren Ursprung, den erst May einfügte, bei Ferry gibt es diese Waffe noch nicht. Franz Kandolf schreibt pointiert: „So steht Karl May auf den Schultern Gabriel Ferrys.“

## Inhalt
Der Graf von Mediana ermordet die Witwe seines Bruders und entführt deren Sohn Fabian, um sich in den Besitz der Grafschaft zu setzen. Das Kind wird durch den Zollwächter Pepe Dormilon („Der Schläfer“) und einen Matrosen (den späteren Bois-rosé) gerettet. Der Knabe kommt nach Mexiko und wird dort der berühmte Pferdebändiger Tiburcio Arellano. Auch seine beiden Retter, nunmehr bekannte Waldläufer, und den Mörder seiner Mutter trifft er dort wieder, wo sie eine riesige Bonanza suchen und finden. Von feindlichen Apachen, mexikanischen Banditen und El Mestizo mit seinem Vater gejagt, entkommen sie, unterstützt vom Komanchen Falkenauge, allen Anschlägen. Tiburcio Arellano, der wahre Graf von Mediana, kann seine Mutter rächen und tritt sein Erbe an.

## Ausgaben
- Gabriel Ferry: Der Waldläufer. Für die Jugend bearbeitet von Karl May. Reprint der ersten Buchausgabe Stuttgart: Neugebauer, 1879. Karl-May-Verlag, Bamberg 1987, ISBN 3-7802-0270-0.
- Gabriel Ferry: Der Waldläufer. Ein Roman von Jägern, Goldsuchern und Indianern im wilden Mexiko. Nach einer alten Übersetzung bearbeitet von Hans Küfner. 3. Auflage, Arena, Würzburg 1990, ISBN 3-401-04324-2.
- Gabriel Ferry/Karl May: Der Waldläufer. Erzählung aus dem Wilden Westen. Nach dem Roman von Gabriel Ferry bearbeitet und neu gestaltet von Karl May. Band 70 der Gesammelten Werke, Karl-May-Verlag, Bamberg 1959.